# Radio Rot Weiss Rot

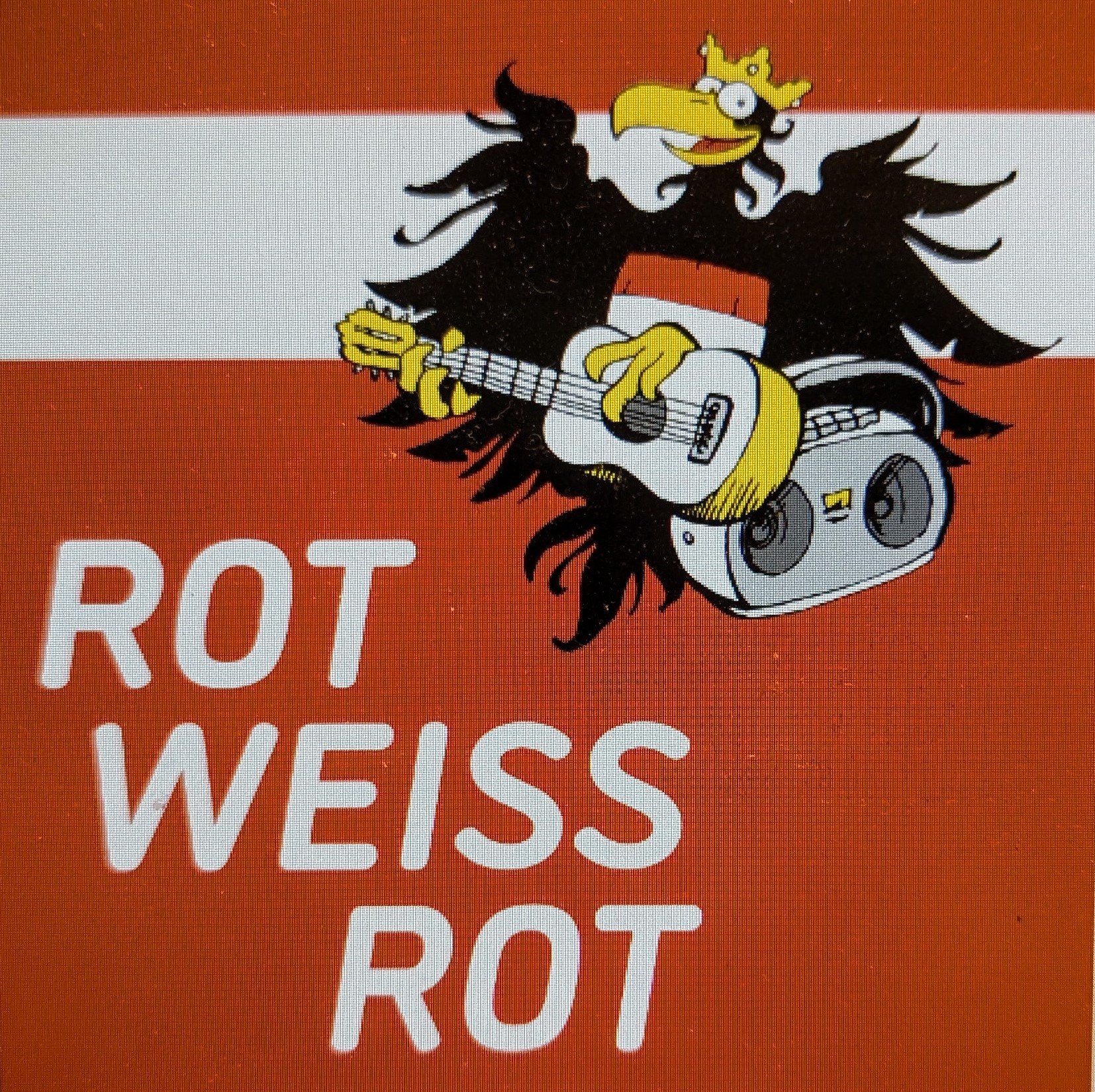
Logo Radio Rot Weiss Rot

Radio Rot Weiss Rot ist ein von der Kommunikationsbehörde Austria lizenzierter, terrestrischer Hörfunksender in Österreich. Betreiber ist die kronehit Radio BetriebsgmbH. Er ist am 21. Juni 2024 gemeinsam mit 27 weiteren Radiosendern in Österreich als Sender auf DAB+ gestartet, im MUX-III der ORS und damit in weiten Teilen Österreichs terrestrisch zu empfangen. Der Sendestart erfolgte durch den österreichischen Bundespräsidenten Alexander Van der Bellen. Die Lizenzdauer beträgt – wie bei privaten Radiosendern generell 10 Jahre. Der Sender spielt ausschließlich Musik aus Österreich mit dem Slogan „100% Musik aus Österreich“. Zielgruppe sind Hörerinnen und Hörer im Alter von 35 bis 59 Jahren.

## Programm und Konzept

### Nachrichten& Servicesendungen
Das Programm von Radio Rot Weiss Rot ist von 6-20 Uhr moderiert, in dieser Zeit laufen zudem stündlich Nachrichten, Wetter und Verkehrsfunk.

### Programmschema (werktags)
- 6–9 Uhr: Rot Weiss Rot am Morgen
- 9–17 Uhr: Rot Weiss Rot bei der Arbeit
- 17–20 Uhr: Rot Weiss Rot am Abend

## Empfang
Aufgrund der österreichischen Gesetzeslage darf Radio Rot Weiss Rot nicht über UKW senden, sondern nutzt digitale Verbreitungswege. Dazu zählen: Smart Speaker wie Amazon Alexa, Fire TV, Streams auf der Homepage, Apps für Android und iOS, der Radioplayer und andere Streamingplattformen, sowie die Verbreitung über DAB+ am österreichweiten Multiplex MUX III des Senderbetreibers ORS. Dieses erreicht 79 % der österreichischen Wohnbevölkerung. Zu den wichtigsten Sendeanlagen zählen Wien 1 – Kahlenberg, Linz – Lichtenberg, Graz – Schöckl sowie Salzburg – Gaisberg, von dem auch ein Teil des südlichen Bayern versorgt wird.

## Webpräsenz
Die Website von Radio Rot Weiss Rot bietet neben dem Livestream des Programms Empfangshinweise, Playlistabfragen und Informationen zum Team. Sie ist frei von Cookies, Tracking und Werbung. Neben der eigenen Website betreibt Radio Rot Weiss Rot auch einen Instagram- und einen Facebook-Account.

## Team
Moderatoren sind Roman Kreid und Melanie See.

## Rechtliches
Der Sender wird von der kronehit Privatradio BetriebsgmbH betrieben. Durch eine Gesetzesänderung im Privatradiogesetz wurde es Hörfunkanbietern ermöglicht, neben analogen Radiosendern auch bis zu sechs DAB+-Programme zu verbreiten. Am 21. Juni 2024 gingen damit 28 neue DAB+-Sender on Air, 14 davon sind national und 14 regional.